# Saut à la perche masculin aux Jeux olympiques d'été de 1960
Navigation
Melbourne 1956 Tokyo 1964
L'épreuve du saut à la perche masculin aux Jeux olympiques de 1960 s'est déroulée les 5 et 7 septembre 1960 au Stade olympique de Rome, en Italie.  Elle est remportée par l'Américain Don Bragg.

## Résultats

### Finale
| Rang               | Athlète            | Pays                       | Marque  | 4.00 | 4.20 | 4.30 | 4.40 | 4.50 | 4.55 | 4.60 | 4.70 | 4.82 | Notes |
| ------------------ | ------------------ | -------------------------- | ------- | ---- | ---- | ---- | ---- | ---- | ---- | ---- | ---- | ---- | ----- |
| Médaille d'or      | Don Bragg          | États-Unis                 | 4,70 m  | -    | -    | o    | xo   | o    | o    | o    | o    | xxx  | OR    |
| Médaille d'argent  | Ron Morris         | États-Unis                 | 4,60 m  | -    | -    | o    | o    | xo   | o    | xo   | xxx  |      |       |
| Médaille de bronze | Eeles Landström    | Finlande                   | 4,55 m  | -    | o    | -    | xo   | xo   | o    | xxx  |      |      |       |
| 4                  | Rolando Cruz       | Porto Rico                 | 4,55 m  | o    | o    | o    | o    | o    | xo   | xxx  |      |      |       |
| 5                  | Günter Malcher     | Équipe unifiée d’Allemagne | 4,.50 m | -    | o    | o    | o    | o    | xxx  |      |      |      |       |
| 6                  | Ihor Petrenko      | Union soviétique           | 4,50 m  | -    | o    | -    | xxo  | o    | xxx  |      |      |      |       |
| 6                  | Matti Sutinen      | Finlande                   | 4,50 m  | -    | o    | -    | xxo  | o    | xxx  |      |      |      |       |
| 8                  | Rudolf Tomášek     | Tchécoslovaquie            | 4,50 m  | o    | o    | o    | xxo  | o    | xxx  |      |      |      |       |
| 9                  | Leon Lukman        | Yougoslavie                | 4,40 m  | o    | o    | o    | o    | xxx  |      |      |      |      |       |
| 10                 | Khristo Khristov   | Bulgarie                   | 4,40 m  | -    | xo   | o    | o    | xxx  |      |      |      |      |       |
| 11                 | Dimitar Khlebarov  | Bulgarie                   | 4,30 m  | -    | o    | o    | xxx  |      |      |      |      |      |       |
| 12                 | Andrzej Krzesiński | Pologne                    | 4,30 m  | o    | o    | o    | xxx  |      |      |      |      |      |       |
| 13                 | Jānis Krasovskis   | Union soviétique           | 4,30 m  | -    | -    | xo   | xxx  |      |      |      |      |      |       |